# جيف بيل (رسام كارتون)
جيف بيل (بالإنجليزية: Jeff Bell)‏ هو رسام كارتون نيوزيلندي، ولد في 16 نوفمبر 1978.